# محمد فخري
محمد فخري (مواليد 4 مارس 1999) هو لاعب كرة قدم مصري، يلعب حاليًا لصالح نادي فاركو المصري في مركز وسط الملعب. انتقل فخري إلى الأهلي من المحلة في يناير 2018، وبلغت قيمة الصفقة مليون و800 ألف جنيهًا مصريًا ومدة عقده أربعة مواسم ونصف.